# Liste der Städte in Rheinland-Pfalz

Die rheinland-pfälzischen Gemeinden

Die Liste der Städte in Rheinland-Pfalz enthält die 130 Städte im deutschen Land Rheinland-Pfalz.

## Verteilung
Die Städte in Rheinland-Pfalz verteilen sich innerhalb des Bundeslandes folgendermaßen:
- 59 Städte in der Region Mittelrhein-Westerwald mit Verwaltungssitz und Geschäftsstelle in Koblenz
- 18 Städte in der Region Rheinhessen-Nahe mit Verwaltungssitz in Neustadt an der Weinstraße und Geschäftsstelle in Mainz
- 22 Städte in der ehemaligen Region Rheinpfalz, ab 2006 Teil der Metropolregion Rhein-Neckar mit Sitz in Mannheim
- 16 Städte in der Region Trier mit Verwaltungssitz in Koblenz und Geschäftsstelle in Trier
- 15 Städte in der Region Westpfalz mit Verwaltungssitz in Neustadt an der Weinstraße und Geschäftsstelle in Kaiserslautern

Die Oberzentren der Planungsregionen sind kreisfrei und jeweils Großstädte (Stand 2023). Zehn Städte in Rheinland-Pfalz haben über 50.000 Einwohner, etwa ein Drittel sind Landstädte mit weniger als 5.000 Einwohnern. Die Sortierung nach den Planungsregionen erfolgt, da sich aufgrund der gewachsenen Strukturen in Rheinland-Pfalz viele Städte heute nicht mehr eindeutig einer historischen Landschaft zuordnen lassen und es seit 1999 keine Regierungsbezirke mehr gibt.

## Großstädte
Insgesamt fünf Städte in Rheinland-Pfalz haben über 100.000 Einwohner und dürfen sich daher Großstadt nennen (Sortierung nach Rangfolge, in Klammern die Einwohnerzahl).
1. Mainz (222.889)
2. Ludwigshafen am Rhein (176.110)
3. Koblenz (115.298)
4. Trier (112.737)
5. Kaiserslautern (101.486)

Während die Städte Koblenz, Trier und Kaiserslautern isoliert (d. h. ohne direkte Nachbarschaft oder geringe Entfernungen zu anderen Großstädten) liegen, grenzen Mainz und Ludwigshafen beide an eine größere Schwesterstadt in einem benachbarten Bundesland (Mainz an das hessische Wiesbaden und Ludwigshafen an das baden-württembergische Mannheim), mit denen sie jeweils ein länderübergreifendes Doppelzentrum bilden.

## Kreisfreie Städte
Es gibt 12 kreisfreie Städte:
- Frankenthal (Pfalz)
- Kaiserslautern
- Koblenz
- Landau in der Pfalz
- Ludwigshafen am Rhein
- Mainz
- Neustadt an der Weinstraße
- Speyer
- Trier
- Pirmasens
- Worms
- Zweibrücken

Dabei ist Zweibrücken die kleinste kreisfreie Stadt in Deutschland.

## Kreisstädte
Es gibt 18 Kreisstädte, die nicht kreisfrei sind:
- Altenkirchen (Landkreis Altenkirchen)
- Alzey (Landkreis Alzey-Worms)
- Bad Dürkheim (Landkreis Bad Dürkheim)
- Bad Ems (Rhein-Lahn-Kreis)
- Bad Kreuznach (Landkreis Bad Kreuznach)
- Bad Neuenahr-Ahrweiler (Landkreis Ahrweiler)
- Birkenfeld (Landkreis Birkenfeld)
- Bitburg (Eifelkreis Bitburg-Prüm)
- Cochem (Landkreis Cochem-Zell)
- Daun (Landkreis Vulkaneifel)
- Germersheim (Landkreis Germersheim)
- Ingelheim am Rhein (Landkreis Mainz-Bingen)
- Kirchheimbolanden (Donnersbergkreis)
- Kusel (Landkreis Kusel)
- Montabaur (Westerwaldkreis)
- Neuwied (Landkreis Neuwied)
- Simmern/Hunsrück (Rhein-Hunsrück-Kreis)
- Wittlich (Landkreis Bernkastel-Wittlich)

Mit den Kreisstädten Cochem und Kusel liegen zwei der mit Seelow drei kleinsten deutschen Kreisstädte in Rheinland-Pfalz.
Sechs Landkreise haben ihren Sitz in einer benachbarten Kreisfreien Stadt:
- Kaiserslautern in Kaiserslautern
- Mayen-Koblenz in Koblenz
- Rhein-Pfalz-Kreis in Ludwigshafen am Rhein
- Südliche Weinstraße in Landau in der Pfalz
- Südwestpfalz in Pirmasens
- Trier-Saarburg in Trier

## Liste der Städte
Die folgende Tabelle listet die Städte in Rheinland-Pfalz mit Wappen, Status, Zugehörigkeit zur Planungsregion und zum Landkreis, dem Datum der Verleihung der Stadtrechte, der Fläche sowie der aktuellen Einwohnerzahl auf. In der Spalte „Stadtrechte“ ist das Jahr genannt, in dem die Stadt zuletzt ihre Stadtrechte in der heutigen Form erhielt; dass einige Städte im Mittelalter zeitweise die Stadtrechte besaßen und anschließend verloren haben, wird dabei nicht berücksichtigt. Zudem führt die Liste nur jene Städte auf, die zum aktuellen Zeitpunkt den Status einer Stadt haben; Orte, die ihre Stadtrechte verloren haben, werden nicht berücksichtigt.
Die Tabelle ist spaltenweise sortierbar durch Klick auf das Symbol.
| Stadt                        | Wappen | Status                                     | Planungsregion                             | Landkreis                     | Stadt- recht seit | Fläche in km² | Einwohner am 31. Dezember 2023 | Fotos                                                                         |
| ---------------------------- | ------ | ------------------------------------------ | ------------------------------------------ | ----------------------------- | ----------------- | ------------- | ------------------------------ | ----------------------------------------------------------------------------- |
| Adenau                       | Wappen | Kreisangehörige Stadt                      | Region Mittelrhein-Westerwald              | Landkreis Ahrweiler           | 1952              | 18,56         | 2916                           | Marienkapelle Adenau                                                          |
| Altenkirchen                 | Wappen | Kreisstadt                                 | Region Mittelrhein-Westerwald              | Landkreis Altenkirchen        | 1357              | 10,98         | 6603                           | Blick auf Altenkirchen im Westerwald                                          |
| Alzey                        | Wappen | Kreisstadt                                 | Region Rheinhessen-Nahe                    | Landkreis Alzey-Worms         | 1277              | 35,22         | 19.530                         | Fischmarkt Alzey                                                              |
| Andernach                    | Wappen | Große kreisangehörige Stadt                | Region Mittelrhein-Westerwald              | Landkreis Mayen-Koblenz       | 1407              | 53,34         | 30.408                         | Stadtmauer von Andernach mit Pulverturm und Koblenzer Tor                     |
| Annweiler am Trifels         | Wappen | Kreisangehörige Stadt                      | Region Rheinpfalz                          | Landkreis Südliche Weinstraße | 1219              | 39,87         | 7249                           | Reichsburg Trifels                                                            |
| Bacharach                    | Wappen | Kreisangehörige Stadt                      | Region Mittelrhein-Westerwald              | Landkreis Mainz-Bingen        | 1356              | 23,35         | 1845                           | Altstadt von Bacharach                                                        |
| Bad Bergzabern               | Wappen | Kreisangehörige Stadt                      | Region Rheinpfalz                          | Landkreis Südliche Weinstraße | 1286              | 10,71         | 8786                           | Schloss Bad Bergzabern                                                        |
| Bad Breisig                  | Wappen | Kreisangehörige Stadt                      | Region Mittelrhein-Westerwald              | Landkreis Ahrweiler           | 1970              | 19,93         | 9655                           | Blick auf Bad Breisig                                                         |
| Bad Dürkheim                 | Wappen | Kreisstadt                                 | Region Rheinpfalz                          | Landkreis Bad Dürkheim        | 1360              | 102,55        | 18.821                         | Saline Bad Dürkheim                                                           |
| Bad Ems                      | Wappen | Kreisstadt                                 | Region Mittelrhein-Westerwald              | Rhein-Lahn-Kreis              | 1324              | 15,41         | 10.002                         | Kuranlage Bad Ems am Ufer der Lahn                                            |
| Bad Hönningen                | Wappen | Kreisangehörige Stadt                      | Region Mittelrhein-Westerwald              | Landkreis Neuwied             | 1969              | 20,09         | 6173                           | St. Peter und Paul in Bad Hönningen                                           |
| Bad Kreuznach                | Wappen | Kreisstadt und Große kreisangehörige Stadt | Region Rheinhessen-Nahe                    | Landkreis Bad Kreuznach       | 1235              | 55,56         | 52.989                         | Bad Kreuznach, Alte Nahebrücke                                                |
| Bad Marienberg (Westerwald)  | Wappen | Kreisangehörige Stadt                      | Region Mittelrhein-Westerwald              | Westerwaldkreis               | 1939              | 9,95          | 6279                           | Fachwerkhaus mit Sitz der Touristinfo Bad Marienberg                          |
| Bad Neuenahr-Ahrweiler       | Wappen | Kreisstadt                                 | Region Mittelrhein-Westerwald              | Landkreis Ahrweiler           | 1969              | 63,39         | 27.647                         | Ursulinenkloster in Ahrweiler                                                 |
| Bad Sobernheim               | Wappen | Kreisangehörige Stadt                      | Region Rheinhessen-Nahe                    | Landkreis Bad Kreuznach       | 1292              | 54,18         | 6484                           | Bad Sobernheim, Marktplatz mit Rathaus                                        |
| Baumholder                   | Wappen | Kreisangehörige Stadt                      | Region Rheinhessen-Nahe                    | Landkreis Birkenfeld          | 1835              | 69,119        | 4538                           | Blick auf Baumholder                                                          |
| Bendorf am Rhein             | Wappen | Kreisangehörige Stadt                      | Region Mittelrhein-Westerwald              | Landkreis Mayen-Koblenz       | 1560?             | 24,12         | 17.208                         | Bendorf, Schloss und (links) Burg Sayn                                        |
| Bernkastel-Kues              | Wappen | Kreisangehörige Stadt                      | Region Trier                               | Landkreis Bernkastel-Wittlich | 1905              | 23,71         | 7205                           | Blick auf Kues                                                                |
| Betzdorf                     | Wappen | Kreisangehörige Stadt                      | Region Mittelrhein-Westerwald              | Landkreis Altenkirchen        | 1953              | 9,56          | 10.401                         | Betzdorf, Busbahnhof Lindlein                                                 |
| Bingen am Rhein              | Wappen | Große kreisangehörige Stadt                | Region Rheinhessen-Nahe                    | Landkreis Mainz-Bingen        | 13. Jahrhundert   | 37,71         | 26.339                         | Mäuseturm, im Hintergrund Burgruine Ehrenfels                                 |
| Birkenfeld                   | Wappen | Kreisstadt                                 | Region Rheinhessen-Nahe                    | Landkreis Birkenfeld          | 1332              | 13,64         | 7236                           | Schloss Birkenfeld                                                            |
| Bitburg                      | Wappen | Kreisstadt                                 | Region Trier                               | Eifelkreis Bitburg-Prüm       | 1794              | 47,55         | 17.465                         | De Beberijer Gaessetrepper                                                    |
| Boppard                      | Wappen | Kreisangehörige Stadt                      | Region Mittelrhein-Westerwald              | Rhein-Hunsrück-Kreis          | 1050              | 74,88         | 15.593                         | Blick auf Boppard am Rhein                                                    |
| Braubach                     | Wappen | Kreisangehörige Stadt                      | Region Mittelrhein-Westerwald              | Rhein-Lahn-Kreis              | 1276              | 19,5          | 2969                           | Braubach, Marksburg                                                           |
| Cochem                       | Wappen | Kreisstadt                                 | Region Mittelrhein-Westerwald              | Landkreis Cochem-Zell         | 1332              | 21,18         | 5346                           | Reichsburg Cochem                                                             |
| Daaden                       | Wappen | Kreisangehörige Stadt                      | Region Mittelrhein-Westerwald              | Landkreis Altenkirchen        | 2017              | 19,58         | 4223                           | Daaden, Gasthaus Koch                                                         |
| Dahn                         | Wappen | Kreisangehörige Stadt                      | Region Westpfalz                           | Landkreis Südwestpfalz        | 1963              | 40,76         | 4535                           | Dahner Stadtzentrum                                                           |
| Daun                         | Wappen | Kreisstadt                                 | Region Trier                               | Landkreis Vulkaneifel         | 1337              | 49,02         | 8220                           | Amtshaus Daun                                                                 |
| Deidesheim                   | Wappen | Kreisangehörige Stadt                      | Region Rheinpfalz                          | Landkreis Bad Dürkheim        | 1395              | 26,54         | 3773                           | Deidesheimer Rathaus                                                          |
| Dierdorf                     | Wappen | Kreisangehörige Stadt                      | Region Mittelrhein-Westerwald              | Landkreis Neuwied             | 1357              | 31,98         | 6026                           | Blick auf Dierdorf                                                            |
| Diez                         | Wappen | Kreisangehörige Stadt                      | Region Mittelrhein-Westerwald              | Rhein-Lahn-Kreis              | 1329              | 12,41         | 11.388                         | Grafenschloss Diez                                                            |
| Edenkoben                    | Wappen | Kreisangehörige Stadt                      | Region Rheinpfalz                          | Landkreis Südliche Weinstraße | 1560              | 17,89         | 6838                           | Schloss Villa Ludwigshöhe                                                     |
| Eisenberg (Pfalz)            | Wappen | Kreisangehörige Stadt                      | Region Rheinpfalz                          | Landkreis Bad Dürkheim        | 1963              | 18,75         | 9305                           | Matthäuskirche Eisenberg                                                      |
| Emmelshausen                 | Wappen | Kreisangehörige Stadt                      | Region Mittelrhein-Westerwald              | Rhein-Hunsrück-Kreis          | 2009              | 8,05          | 4951                           | Rathausstraße in Emmelshausen                                                 |
| Frankenthal (Pfalz)          | Wappen | Kreisfreie Stadt                           | Region Rheinpfalz                          | —                             | 1577              | 43,88         | 49.122                         | Rathausplatz, links Zwölf-Apostel-Kirche                                      |
| Freinsheim                   | Wappen | Kreisangehörige Stadt                      | Region Mittelrhein-Westerwald              | Landkreis Bad Dürkheim        | 15. Jahrhundert   | 13,59         | 4954                           | Prot. Pfarrkirche und Rathaus                                                 |
| Gau-Algesheim                | Wappen | Kreisangehörige Stadt                      | Region Rheinhessen-Nahe                    | Landkreis Mainz-Bingen        | 1527              | 13,99         | 7043                           | Marktplatz mit Rathaus                                                        |
| Germersheim                  | Wappen | Kreisstadt                                 | Region Rheinpfalz                          | Landkreis Germersheim         | 1276              | 21,68         | 21.295                         | Ludwigstor Germersheim                                                        |
| Gerolstein                   | Wappen | Kreisangehörige Stadt                      | Region Trier                               | Landkreis Vulkaneifel         | 1336              | 21,72         | 7860                           | Hauptstraßeneck, Gerolstein                                                   |
| Grünstadt                    | Wappen | Kreisangehörige Stadt                      | Region Rheinpfalz                          | Landkreis Bad Dürkheim        | 1556              | 18,09         | 14.169                         | Martinskirche Grünstadt                                                       |
| Hachenburg                   | Wappen | Kreisangehörige Stadt                      | Region Mittelrhein-Westerwald              | Westerwaldkreis               | 1314              | 21,42         | 6236                           | Wilhelmstraße in Hachenburg                                                   |
| Hagenbach                    | Wappen | Kreisangehörige Stadt                      | Region Rheinpfalz                          | Landkreis Germersheim         | 2006              | 15,85         | 5551                           | Rathaus Hagenbach                                                             |
| Herdorf                      | Wappen | Kreisangehörige Stadt                      | Region Mittelrhein-Westerwald              | Landkreis Altenkirchen        | 1981              | 18,01         | 6661                           | Hauptstraße in Herdorf                                                        |
| Hermeskeil                   | Wappen | Kreisangehörige Stadt                      | Region Trier                               | Landkreis Trier-Saarburg      | 1970              | 30,85         | 7511                           | Hermeskeil, Amtsgericht                                                       |
| Hillesheim (Eifel)           | Wappen | Kreisangehörige Stadt                      | Region Trier                               | Landkreis Vulkaneifel         | 1993              | 20,63         | 3230                           | Ehem. Kloster Hillesheim                                                      |
| Höhr-Grenzhausen             | Wappen | Kreisangehörige Stadt                      | Region Mittelrhein-Westerwald              | Westerwaldkreis               | 1936              | 15,89         | 9439                           | Luftaufnahme von Höhr-Grenzhausen                                             |
| Hornbach                     | Wappen | Kreisangehörige Stadt                      | Region Westpfalz                           | Landkreis Südwestpfalz        | 1352              | 13,32         | 1419                           | Michaelskapelle der Abtei Hornbach                                            |
| Idar-Oberstein               | Wappen | Große kreisangehörige Stadt                | Region Rheinhessen-Nahe                    | Landkreis Birkenfeld          | 1933              | 91,54         | 29.158                         | Felsenkirche Idar-Oberstein                                                   |
| Ingelheim am Rhein           | Wappen | Kreisstadt und Große kreisangehörige Stadt | Region Rheinhessen-Nahe                    | Landkreis Mainz-Bingen        | 1939              | 73,33         | 36.390                         | Ingelheim, Heidesheimer Tor                                                   |
| Kaisersesch                  | Wappen | Kreisangehörige Stadt                      | Region Mittelrhein-Westerwald              | Landkreis Cochem-Zell         | 1321              | 8,18          | 3267                           | Altstadt von Kaisersesch                                                      |
| Kaiserslautern               | Wappen | Kreisfreie Stadt                           | Region Westpfalz                           | ―                             | 1276              | 139,7         | 101.486                        | Museum Pfalzgalerie Kaiserslautern                                            |
| Kandel (Pfalz)               | Wappen | Kreisangehörige Stadt                      | Region Rheinpfalz                          | Landkreis Germersheim         | 1937              | 26,69         | 9400                           | Töpfermarkt Kandel                                                            |
| Kastellaun                   | Wappen | Kreisangehörige Stadt                      | Region Mittelrhein-Westerwald              | Rhein-Hunsrück-Kreis          | 1969              | 8,47          | 5759                           | Hauptstraße in Kastellaun                                                     |
| Katzenelnbogen               | Wappen | Kreisangehörige Stadt                      | Region Mittelrhein-Westerwald              | Rhein-Lahn-Kreis              | 1962              | 9,18          | 2315                           | Burg Katzenelnbogen                                                           |
| Kaub                         | Wappen | Kreisangehörige Stadt                      | Region Mittelrhein-Westerwald              | Rhein-Lahn-Kreis              | 1234              | 13,05         | 786                            | Burg Pfalzgrafenstein bei Kaub                                                |
| Kirchberg (Hunsrück)         | Wappen | Kreisangehörige Stadt                      | Region Mittelrhein-Westerwald              | Rhein-Hunsrück-Kreis          | 1259              | 18,05         | 4177                           | Kirchberg, Kirchplatz                                                         |
| Kirchen (Sieg)               | Wappen | Kreisangehörige Stadt                      | Region Mittelrhein-Westerwald              | Landkreis Altenkirchen        | 2004              | 39,76         | 8443                           | Blick auf Kirchen                                                             |
| Kirchheimbolanden            | Wappen | Kreisstadt                                 | Region Rheinpfalz                          | Donnersbergkreis              | 1969?             | 26,36         | 8067                           | Stadtmauer Kirchheimbolanden                                                  |
| Kirn                         | Wappen | Kreisangehörige Stadt                      | Region Rheinhessen-Nahe                    | Landkreis Bad Kreuznach       | 1969              | 16,53         | 8523                           | Blick auf Kirn                                                                |
| Koblenz                      | Wappen | Kreisfreie Stadt                           | Region Mittelrhein-Westerwald              | —                             | 4. Jahrhundert    | 105,25        | 115.298                        | Koblenz, Deutsches Eck                                                        |
| Konz                         | Wappen | Kreisangehörige Stadt                      | Region Trier                               | Landkreis Trier-Saarburg      | 1959              | 44,57         | 18.539                         | Saarmündung                                                                   |
| Kusel                        | Wappen | Kreisstadt                                 | Region Westpfalz                           | Landkreis Kusel               | 1387?             | 14,37         | 6057                           | Blick auf Kusel                                                               |
| Kyllburg                     | Wappen | Kreisangehörige Stadt                      | Region Trier                               | Eifelkreis Bitburg-Prüm       | 1256              | 4,62          | 958                            | Eifeler Hof                                                                   |
| Lahnstein                    | Wappen | Große kreisangehörige Stadt                | Region Mittelrhein-Westerwald              | Rhein-Lahn-Kreis              | 1969              | 37,62         | 18.536                         | Burg Lahneck                                                                  |
| Lambrecht (Pfalz)            | Wappen | Kreisangehörige Stadt                      | Region Rheinpfalz                          | Landkreis Bad Dürkheim        | 1887              | 8,32          | 4131                           | Blick auf Lambrecht mit dem markanten Schornstein der ehemaligen Textilfabrik |
| Landau in der Pfalz          | Wappen | Kreisfreie Stadt                           | Region Rheinpfalz                          | —                             | 1274              | 82,94         | 48.341                         | Rathausplatz mit Luitpolddenkmal                                              |
| Landstuhl                    | Wappen | Kreisangehörige Stadt                      | Region Westpfalz                           | Landkreis Kaiserslautern      | 1326              | 15,34         | 8305                           | Burg Nanstein                                                                 |
| Lauterecken                  | Wappen | Kreisangehörige Stadt                      | Region Westpfalz                           | Landkreis Kusel               | 1343              | 8,89          | 2044                           | Zug der Baureihe 628 passiert Lauterecken                                     |
| Linz am Rhein                | Wappen | Kreisangehörige Stadt                      | Region Mittelrhein-Westerwald              | Landkreis Neuwied             | 1304              | 17,98         | 6417                           | Burg Linz                                                                     |
| Ludwigshafen am Rhein        | Wappen | Kreisfreie Stadt                           | Region Rheinpfalz                          | —                             | 1843              | 77,43         | 176.110                        | Ludwigshafen, Wilhelm-Hack-Museum                                             |
| Mainz                        | Wappen | Kreisfreie Stadt                           | Region Rheinhessen-Nahe                    | —                             | 3. Jahrhundert    | 97,73         | 222.889                        | Luftbild von Mainz mit Blick auf Dom und Leichhof                             |
| Manderscheid                 | Wappen | Kreisangehörige Stadt                      | Region Trier                               | Landkreis Bernkastel-Wittlich | 1998              | 10,06         | 1462                           | Manderscheider Burgen                                                         |
| Mayen                        | Wappen | Große kreisangehörige Stadt                | Region Mittelrhein-Westerwald              | Landkreis Mayen-Koblenz       | 1291              | 58,19         | 19.882                         | Mayen, Genovevaburg                                                           |
| Meisenheim                   | Wappen | Kreisangehörige Stadt                      | Region Rheinhessen-Nahe                    | Landkreis Bad Kreuznach       | 1314              | 10,33         | 2836                           | Meisenheim, Fachwerkhaus Obergasse 19                                         |
| Mendig                       | Wappen | Kreisangehörige Stadt                      | Region Mittelrhein-Westerwald              | Landkreis Mayen-Koblenz       | 1969              | 23,75         | 9108                           | Mendig_Airfield                                                               |
| Montabaur                    | Wappen | Kreisstadt                                 | Region Mittelrhein-Westerwald              | Westerwaldkreis               | 1291              | 33,77         | 14.677                         | Schloss Montabaur                                                             |
| Mülheim-Kärlich              | Wappen | Kreisangehörige Stadt                      | Region Mittelrhein-Westerwald              | Landkreis Mayen-Koblenz       | 1996              | 16,42         | 11.321                         | Kirche St. Mauritius in Kärlich                                               |
| Münstermaifeld               | Wappen | Kreisangehörige Stadt                      | Region Mittelrhein-Westerwald              | Landkreis Mayen-Koblenz       | 13. Jahrhundert   | 2,77          | 3457                           | Stiftskirche Münstermaifeld                                                   |
| Nassau                       | Wappen | Kreisangehörige Stadt                      | Region Mittelrhein-Westerwald              | Rhein-Lahn-Kreis              | 1346              | 17,55         | 4687                           | Luftbild von Nassau                                                           |
| Nastätten                    | Wappen | Kreisangehörige Stadt                      | Region Mittelrhein-Westerwald              | Rhein-Lahn-Kreis              | 1817              | 13,05         | 4445                           | Altes Rathaus Nastätten                                                       |
| Neuerburg                    | Wappen | Kreisangehörige Stadt                      | Region Trier                               | Eifelkreis Bitburg-Prüm       | 1332              | 10,17         | 1560                           | Neuerburg, Graf-Dietrich-Straße                                               |
| Neustadt an der Weinstraße   | Wappen | Kreisfreie Stadt                           | Region Rheinpfalz                          | —                             | 1275              | 117,09        | 53.920                         | Rathaus Neustadt an der Weinstraße                                            |
| Neuwied                      | Wappen | Kreisstadt und Große kreisangehörige Stadt | Region Mittelrhein-Westerwald              | Landkreis Neuwied             | 1357              | 86,5          | 66.243                         | Schloss Neuwied                                                               |
| Nieder-Olm                   | Wappen | Kreisangehörige Stadt                      | Region Rheinhessen-Nahe                    | Landkreis Mainz-Bingen        | 2006              | 11,22         | 10.393                         | Blick auf Nieder-Olm                                                          |
| Nierstein                    | Wappen | Kreisangehörige Stadt                      | Region Rheinhessen-Nahe                    | Landkreis Mainz-Bingen        | 2013              | 19,34         | 8631                           | Pfarrkirche Nierstein in den Weinbergen                                       |
| Obermoschel                  | Wappen | Kreisangehörige Stadt                      | Region Westpfalz                           | Donnersbergkreis              | 1349              | 10,15         | 1054                           | Edenborner Hof                                                                |
| Oberwesel                    | Wappen | Kreisangehörige Stadt                      | Region Mittelrhein-Westerwald              | Rhein-Hunsrück-Kreis          | 11. Jahrhundert   | 18,08         | 2899                           | Blick auf Oberwesel mit Schönburg                                             |
| Oppenheim                    | Wappen | Kreisangehörige Stadt                      | Region Rheinhessen-Nahe                    | Landkreis Mainz-Bingen        | 12. Jahrhundert   | 7,1           | 7535                           | Blick von Burg Landskron aus auf die Katharinenkirche                         |
| Osthofen                     | Wappen | Kreisangehörige Stadt                      | Region Rheinhessen-Nahe                    | Landkreis Alzey-Worms         | 1970              | 18,63         | 9833                           | Blick auf Osthofen mit Stadttor                                               |
| Otterberg                    | Wappen | Kreisangehörige Stadt                      | Region Westpfalz                           | Landkreis Kaiserslautern      | 1581              | 32,11         | 5438                           | Blick über einen Berghang auf die Abteikirche Otterberg                       |
| Pirmasens                    | Wappen | Kreisfreie Stadt                           | Region Westpfalz                           | —                             | 1763              | 61,35         | 40.941                         | Schlossbrunnen                                                                |
| Polch                        | Wappen | Kreisangehörige Stadt                      | Region Mittelrhein-Westerwald              | Landkreis Mayen-Koblenz       | 1987              | 26,68         | 6930                           | Postamt                                                                       |
| Prüm                         | Wappen | Kreisangehörige Stadt                      | Region Trier                               | Eifelkreis Bitburg-Prüm       | 1856              | 22,87         | 5563                           | St. Gordian und Epimachus in Niederprüm                                       |
| Ramstein-Miesenbach          | Wappen | Kreisangehörige Stadt                      | Region Westpfalz                           | Landkreis Kaiserslautern      | 1991              | 43,01         | 8167                           | Blick auf St. Nikolaus am frühen Morgen                                       |
| Ransbach-Baumbach            | Wappen | Kreisangehörige Stadt                      | Region Mittelrhein-Westerwald              | Westerwaldkreis               | 1975              | 12,15         | 8108                           | Luftbild von Ransbach-Baumbach                                                |
| Remagen                      | Wappen | Kreisangehörige Stadt                      | Region Mittelrhein-Westerwald              | Landkreis Ahrweiler           | 1158              | 33,21         | 17.387                         | Remagen, Brückenkopf der Ludendorff-Brücke                                    |
| Rennerod                     | Wappen | Kreisangehörige Stadt                      | Region Mittelrhein-Westerwald              | Westerwaldkreis               | 1971              | 18,14         | 4426                           | Mühlenstraße in Rennerod                                                      |
| Rheinböllen                  | Wappen | Kreisangehörige Stadt                      | Region Mittelrhein-Westerwald              | Rhein-Hunsrück-Kreis          | 2009              | 16,36         | 4366                           | Kapelle und ehemaliges Weinhaus im Puricelli-Stift                            |
| Rhens                        | Wappen | Kreisangehörige Stadt                      | Region Mittelrhein-Westerwald              | Landkreis Mayen-Koblenz       | 1984              | 16,31         | 3031                           | Königsstuhl bei Rhens                                                         |
| Rockenhausen                 | Wappen | Kreisangehörige Stadt                      | Region Westpfalz                           | Donnersbergkreis              | 1332              | 36,83         | 5395                           | Fachwerkwohnhaus in der Schlossstraße                                         |
| Rodalben                     | Wappen | Kreisangehörige Stadt                      | Region Westpfalz                           | Landkreis Südwestpfalz        | 1963              | 15,69         | 6768                           | Alte Burg                                                                     |
| Saarburg                     | Wappen | Kreisangehörige Stadt                      | Region Trier                               | Landkreis Trier-Saarburg      | 1291              | 20,63         | 7612                           | Wasserfall des Leukbachs im Stadtzentrum                                      |
| Sankt Goar                   | Wappen | Kreisangehörige Stadt                      | Region Mittelrhein-Westerwald              | Rhein-Hunsrück-Kreis          | 1183              | 23,17         | 2913                           | St. Goar                                                                      |
| Sankt Goarshausen            | Wappen | Kreisangehörige Stadt                      | Region Mittelrhein-Westerwald              | Rhein-Lahn-Kreis              | 1324              | 7,06          | 1281                           | St. Goarshausen mit Burg Katz                                                 |
| Schifferstadt                | Wappen | Kreisangehörige Stadt                      | Region Rheinpfalz                          | Rhein-Pfalz-Kreis             | 1950              | 28,06         | 20.682                         | Blick in den Ortskern von Schifferstadt                                       |
| Schweich                     | Wappen | Kreisangehörige Stadt                      | Region Trier                               | Landkreis Trier-Saarburg      | 1984              | 31,08         | 8013                           | Blick über Weinbergshänge auf Schweich                                        |
| Selters                      | Wappen | Kreisangehörige Stadt                      | Region Mittelrhein-Westerwald              | Westerwaldkreis               | 2000              | 8,7           | 3014                           | Mineralwasserbrunnen in Selters                                               |
| Simmern/Hunsrück             | Wappen | Kreisstadt                                 | Region Mittelrhein-Westerwald              | Rhein-Hunsrück-Kreis          | 1330              | 11,96         | 8155                           | Schinderhannesplatz                                                           |
| Sinzig                       | Wappen | Kreisangehörige Stadt                      | Region Mittelrhein-Westerwald              | Landkreis Ahrweiler           | 1267              | 41,10         | 17.399                         | Schloss Ahrental                                                              |
| Speicher                     | Wappen | Kreisangehörige Stadt                      | Region Trier                               | Eifelkreis Bitburg-Prüm       | 2011              | 15,36         | 3818                           | Speicher                                                                      |
| Speyer                       | Wappen | Kreisfreie Stadt                           | Region Rheinpfalz                          | —                             | 11. Jahrhundert   | 42,71         | 51.203                         | Blick vom Altpörtel über die Maximilianstraße auf den Dom                     |
| Stromberg (Hunsrück)         | Wappen | Kreisangehörige Stadt                      | Region Rheinhessen-Nahe                    | Landkreis Bad Kreuznach       | 13. Jahrhundert   | 9,01          | 3466                           | Fachwerkhaus                                                                  |
| Traben-Trarbach              | Wappen | Kreisangehörige Stadt                      | Region Trier                               | Landkreis Bernkastel-Wittlich | 1904              | 31,35         | 5662                           | Blick vom Weinhaus „Schöne Aussicht“ auf Traben-Trarbach                      |
| Trier                        | Wappen | Kreisfreie Stadt                           | Region Trier                               | —                             | 1. Jahrhundert    | 117,06        | 112.737                        | Trier, Porta Nigra                                                            |
| Ulmen                        | Wappen | Kreisangehörige Stadt                      | Region Mittelrhein-Westerwald              | Landkreis Cochem-Zell         | 2009              | 28,74         | 3515                           | Ulmener Maar                                                                  |
| Unkel                        | Wappen | Kreisangehörige Stadt                      | Region Mittelrhein-Westerwald              | Landkreis Neuwied             | 1578              | 8,16          | 5041                           | Luftbild von Unkel                                                            |
| Vallendar                    | Wappen | Kreisangehörige Stadt                      | Region Mittelrhein-Westerwald              | Landkreis Mayen-Koblenz       | 1856              | 13,22         | 9313                           | Palottikirche                                                                 |
| Wachenheim an der Weinstraße | Wappen | Kreisangehörige Stadt                      | Region Rheinpfalz                          | Landkreis Bad Dürkheim        | 1341              | 24,97         | 4535                           | Burg Wachtenburg                                                              |
| Waldmohr                     | Wappen | Kreisangehörige Stadt                      | Region Westpfalz                           | Landkreis Kusel               | 2020              | 13,03         | 5281                           | Marktbrunnen                                                                  |
| Weißenthurm                  | Wappen | Kreisangehörige Stadt                      | Region Mittelrhein-Westerwald              | Landkreis Mayen-Koblenz       | 1966              | 3,99          | 9306                           | Weißer Turm                                                                   |
| Westerburg                   | Wappen | Kreisangehörige Stadt                      | Region Mittelrhein-Westerwald              | Westerwaldkreis               | 1292              | 18,48         | 5868                           | Schloss und Kirche                                                            |
| Wirges                       | Wappen | Kreisangehörige Stadt                      | Region Mittelrhein-Westerwald              | Westerwaldkreis               | 1975              | 10,11         | 5703                           | Ratjhaus Wirges                                                               |
| Wissen                       | Wappen | Kreisangehörige Stadt                      | Region Mittelrhein-Westerwald              | Landkreis Altenkirchen        | 1969              | 34,88         | 8648                           | Luftbild von Wissen an der Sieg                                               |
| Wittlich                     | Wappen | Kreisstadt                                 | Region Trier                               | Landkreis Bernkastel-Wittlich | 1291              | 49,63         | 19.718                         | Altes Rathaus am Markt, Wittlich                                              |
| Wolfstein                    | Wappen | Kreisangehörige Stadt                      | Region Westpfalz                           | Landkreis Kusel               | 1275              | 13,75         | 1908                           | Alte Stadtmühle in Wolfstein                                                  |
| Worms                        | Wappen | Kreisfreie Stadt                           | Region Rheinhessen-Nahe, Region Rheinpfalz | —                             | 1. Jahrhundert    | 108,73        | 85.609                         | Blick über die Nibelungenbrücke auf den Wormser Dom                           |
| Wörrstadt                    | Wappen | Kreisangehörige Stadt                      | Region Rheinhessen-Nahe                    | Landkreis Alzey-Worms         | 2009              | 16,75         | 8553                           | Neunröhrenbrunnen am Wörrstadter Marktplatz                                   |
| Wörth am Rhein               | Wappen | Kreisangehörige Stadt                      | Region Rheinpfalz                          | Landkreis Germersheim         | 1977              | 131,62        | 18.405                         | Wörth Center                                                                  |
| Zell (Mosel)                 | Wappen | Kreisangehörige Stadt                      | Region Mittelrhein-Westerwald              | Landkreis Cochem-Zell         | 1222              | 44,95         | 4117                           | Blick über die Mosel auf Zell                                                 |
| Zweibrücken                  | Wappen | Kreisfreie Stadt                           | Region Westpfalz                           | —                             | 1352              | 70,64         | 34.613                         | Zweibrücker Schloss                                                           |